# Zoo Tycoon (jeu vidéo, 2013)
 (novembre 2013).
Si vous disposez d'ouvrages ou d'articles de référence ou si vous connaissez des sites web de qualité traitant du thème abordé ici, merci de compléter l'article en donnant les références utiles à sa vérifiabilité et en les liant à la section « Notes et références ».
Zoo Tycoon est un jeu de gestion de la série Zoo Tycoon sorti en 2013 sur Xbox 360 et Xbox One. Il a été développé par Frontier Developments. Il consiste à gérer un zoo, à le développer en y ajoutant divers animaux et à y attirer des visiteurs. C'est le premier jeu de la série Zoo Tycoon à sortir sur console de salon. Il reprend le même principe que la série sur pc avec des commandes simplifiées.

## Système de jeu
Le système de jeu est identique au système des précédents opus sur pc, le joueur doit gérer un zoo et veiller au bien-être des animaux et des visiteurs, il y a deux modes : le mode créateur qui vous permet de créer le zoo dans une vue du dessus et le mode visiteur où le joueurs peut visiter le zoo et interagir avec les différents objets placés, voire avec les animaux. Il y a le mode libre, qui permet de construire le zoo avec de l'argent illimité, le mode défi, où l'argent est limité et où le joueur peut réaliser des défis proposés, et le mode campagne, où le joueur doit réaliser un scénario. Contrairement aux autres opus, les enclos se placent directement construits (il existe différentes tailles, même des enclos spécialement pour les petits animaux) et les objets pour animaux ne peuvent pas être mis n'importe où, au même titre que les objets pour visiteurs, mais peuvent être améliorés, la reproduction nécessite quant à elle un bâtiment où les employés recrutés sont assignés à l'enclos désigné.

## Accueil
- Famitsu : 33/40[2]
- Jeuxvideo.com : 13/20[3]